# Eva (film iz 2002)
Eva je dokumentarni film o životnom putu Eve Nahir Panić izraelskog autora Avnera Faingulernta iz 2002. godine. Eva je bila jedna od zatočenica logora na ostrvu Sveti Grgur u blizini Golog otoka. Danilo Kiš je o njenom stradanju snimio dokumentarni film Goli život.